# Namık Kemal
Namık Kemal (1840. december 21. – 1888. december 2.) török nacionalista költő, fordító, újságíró.

## Életrajz
Kemal az Oszmán Birodalom Tekirdağ nevű városában született. Hatással volt rá az egyre terjedő nacionalizmus, ennek szellemében újságot indított. Amikor a hatóságok bezáratták a lapot, Kemal Európába menekült, ahol egy ideig fordítóként dolgozott. Visszatérte után Vatan Yahut Silistre című művét színre vitték egy isztambuli színházban 1873-ban. A színdarab nacionalista és liberális eszméket hirdetett, és az oszmán hatóságok veszélyesnek nyilvánították. Nem sokkal később a szultán száműzetésbe küldte, majd Ciprus egyik börtönében raboskodott. 1876-ban V. Murád megkegyelmezett a költőnek, aki visszatért Isztambulba. Harmadjára is eltávolították a fővárosból, a Leszbosz szigetén fekvő Mytilene városába került, ahol a közigazgatásban dolgozott. Itt hunyt el 1888-ban.
Leghíresebb költeményei a Rüya (Álom), a Zavallı Çocuk, a Kerbela, az Akif bey, a Gülnihal, az İntibah és az Emir Nevruz. Néhány művét anonimként vagy álnéven jelentette meg.

## Külső hivatkozások
- Encyclopœdia Britannica Online - Namık Kemal
- Encyclopedia Of Nations - List Of Famous Turkish People